# Liste der Monuments historiques in Velosnes
Die Liste der Monuments historiques in Velosnes führt die Monuments historiques in der französischen Gemeinde Velosnes auf.

## Liste der Objekte
| Bezeichnung | Beschreibung | Standort                                   | Kennzeichnung | Schutzstatus | Datum | Bild |
| ----------- | --- | ------------------------------------------ | ------------- | ------------ | ----- | ---- |
| Hauptaltar  | Altartisch, drehbarer Tabernakel, Retabel und drei Skulpturen; Holz, farbig gefasst und vergoldet, 18. Jahrhundert | in der Kirche Nativité-de-la-Vierge (Lage) | PM55002455    | Inscrit      | 1995  |      |
| Monstranz   | mit Etui; Silber, vergoldet, Messing, versilbert, 1869                                                             | in der Kirche Nativité-de-la-Vierge (Lage) | PM55002454    | Inscrit      | 1991  |      |
| Kanzel      | Eichenholz, 18. Jahrhundert                                                                                        | in der Kirche Nativité-de-la-Vierge (Lage) | PM55002453    | Inscrit      | 1995  |      |